# 海島凱爾特語支
海島凱爾特語支是一種對凱爾特語族語言的分類假設，包括蓋爾亞支的愛爾蘭語、蘇格蘭蓋爾語、曼島語，及布立吞亞支中現存的威爾斯語、康瓦爾語和布列塔尼語。
海島凱爾特語支的英語命名Insular來自拉丁語的 insula「海島」，意指不列顛群島，也就是這些語言最初分佈的地方；這也暗示著這些語言有一個語言分系上的共祖，而此共祖在與大陸凱爾特語支的諸語言分開後，在群島上獨自發展出這些語言。大陸凱爾特語支包括凱爾特伊比利亞語、高盧語及南阿爾卑高盧語，現均已滅亡。
海島凱爾特語支的共同特性包括介詞的屈折變化以及VSO（動主賓）的語序；擁護海島凱爾特語支此分類假設的人依照這些共同特性，將海島凱爾特語支與大陸凱爾特語支的諸語言分開，並認為依照語源上的特徵分類，也就是將布立吞亞支的語言與高盧語歸類為P凱爾特語支，以及蓋爾亞支的語言與凱爾特伊比利亞語歸類為Q凱爾特語支的分法過於膚淺：P凱爾特語指那些進一步將原始印歐語系的 *kw 轉化為 p 的凱爾特語言，而Q凱爾特語則是保留原始印歐語系的 *kw 為 k 的凱爾特語言。然而海島凱爾特語支分類法的擁護者認為這樣的過程至少可以有兩次，也就是凱爾特伊比利亞語和布立吞亞支語言的先祖可以分別在伊比利半島與不列顛島上進行這樣的語音轉變。

## 譜系
海島凱爾特語支的譜系如下：
海島凱爾特語支
- 蓋爾亞支（北支）
  - 原始愛爾蘭語
    - 古愛爾蘭語 (sga)
      - 中古愛爾蘭語 (mga)
        - 中古愛爾蘭語書寫體 (ghc)
        - 愛爾蘭語 (gle)
        - 蘇格蘭蓋爾語 (gla)
        - 曼島語（馬恩語） (glv)
        - 加羅韋蓋爾語（Galwegian Gaelic，已消亡）
- 布立吞亞支（南支）
  - 西布列塔尼語
    - 古威爾斯語 (owl)
      - 中古威爾斯語 (wlm)
        - 威爾斯語 (cym)

    - 坎伯蘭語 (xcb)

  - 西南布列塔尼語
    - 古布列塔尼語 (obt)
      - 中古布列